# Urastoma cyprinae
Urastoma cyprinae är en plattmaskart som först beskrevs av von Graff 1882.  Urastoma cyprinae ingår i släktet Urastoma, och familjen Urastomidae. Arten är reproducerande i Sverige.